# Кирилюк, Станислав Фёдорович
Станислав Фёдорович Кирилюк (1 декабря 1924 ― 28 октября 1993) ― советский и российский журналист, радиорепортёр, редактор Арзамасской городской редакции радио, участник Великой Отечественной войны, почётный гражданин города Арзамаса (1990).
Член Союза журналистов СССР, а позже — Союза журналистов России (с 1992 года).

## Биография
Станислав Фёдорович Кирилюк родился 1 декабря 1924 года в посёлке Новопокровка Мордовского района Воронежской области. Его отец подвергся репрессиям. В 1937 году семья переехала на постоянное место жительство в Арзамас.
После окончания школы, в 1942 году, во время Великой Отечественной войны стал работать инструктором противовоздушной химической обороны (ПВХО) в вагонном депо. В конце сентября 1942 года был призван в Красную армию и отправился на фронт, оказался в Кронштадте. В конце декабря 1942 года был награждён — медалью «За оборону Ленинграда».
В январе 1944 года был принят кандидатом в члены КПСС и назначен комсоргом миномётного дивизиона. Стоял на защите северо-западного рубежа нашей Родины. В 1945 году был переведён на Черноморский флот, стал секретарём комсомольской организации. Служил в 7-й Севастопольской бригаде морской пехоты Черноморского флота.
В 1947 году возвращается в Арзамас, уволившись из Красной армии в запас. До 1954 года работал в должности преподавателя в педагогическом училище Арзамаса. С 1954 по 1955 годы работал инспектором в Областном отделе народного образования Арзамаса.
С 1955 года начинает работу в журналистике, становится редактором Областного комитета по радиовещанию города Арзамаса. С 1957 по 1993 годы трудиться в должности — редактора, старшего редактора Арзамасской городской редакции радио Горьковского комитета по ТВ и РВ.
С его приходом в городскую редакцию, последняя постоянно занимала первые места среди районных редакций по содержанию материалов, по качеству освещения, по выбору тем. Он обладал талантом просветителя, покорял слушателей своей эрудицией, высокой культурой общения с аудиторией. Автор семи книг, одна из которых вышла посмертно.
Был корреспондентом ТАСС, членом Всероссийского общества охраны памятников. В 1976 году удостоен звания «Заслуженный работник культуры РСФСР».
Решением Арзамасского городского Совета от 9 мая 1990 года удостоен звания «Почётный гражданин города Арзамас».
Проживал в городе Арзамасе. Умер 28 октября 1993 года. Похоронен на Тихвинском кладбище.

## Награды и звания
- Орден Отечественной войны II степени
- Медаль «За оборону Ленинграда»
- Медаль «За взятие Кёнигсберга»
- Медаль «За боевые заслуги»
- Медаль «За победу над Германией в Великой Отечественной войне 1941—1945 гг.»
- Медаль «За трудовое отличие»
- Медаль «В ознаменование 100-летия со дня рождения Владимира Ильича Ленина»
- Медаль «Ветеран труда»
- другими медалями
- Заслуженный работник культуры РСФСР
- Почётный гражданин города Арзамаса (09.05.1990)

## Память
- 7 мая 1994 года в Арзамасе на улице Кирова открыта мемориальная доска в память о заслуженном человеке.